# Just believe in love
《Just believe in love》，是日本摇滚樂團ZARD的第14張單曲。1995年2月1日發行。

## 簡介
《forever you》的先行單曲。
《IN MY ARMS TONIGHT》以來，再次使用橫向封面設計的單曲，也是ZARD最後一張使用此封面設計的單曲。
發行時的宣傳影片由拍攝唱片封面時的數幅照片剪輯而成，直到在悼念演唱會《What a beautiful memory 〜forever you〜》演奏《Just believe in love》時，公開了坂井泉水在大阪Grand Cafe演唱此曲的完整錄像。

## 收錄曲
1. Just believe in love（Just believe in love）
作詞：坂井泉水
作曲：春畑道哉
編曲：葉山武
  - 自《IN MY ARMS TONIGHT》以來，TUBE成員春畑道哉再為ZARD提供的歌曲，也是《別認輸》以來，葉山武再度參與編曲的ZARD單曲。
  - 歌詞裏的第一句「聽到幾乎磨損的唱片」是坂井泉水現實中説過的話，意指《CAN'T TAKE MY EYES OFF OF YOU》，她在1999年曾經以ZARD的名義翻唱該歌曲。
  - 坂井在檢查錄音成果時説了一句：「這首歌不錯，不是嗎？」這一幕也剛好被錄影了下來，被收錄在《ZARD MUSIC VIDEO COLLECTION 〜25th ANNIVERSARY〜》。
  - 被用作TBS電視劇《搖擺的想念》的主題曲。劇名剛好與ZARD的另一首代表作《搖擺的想念》曲名一樣。不過劇集播放的版本是以副歌作為開頭，與單曲版本的編曲不一樣。[2]
2. Ready,Go! （Ready,Go!）
作詞：坂井泉水
作曲：川島美香（日语：川島だりあ）
編曲：葉山武
  - 川島美香為ZARD提供的最後一首歌曲。
  - 在2001年精選專輯《ZARD BLEND II 〜LEAF&SNOW〜》首次被收錄。雖然沒有被收錄在在1999年最佳專輯《ZARD BEST 〜Request Memorial〜》，但在發行前的歌迷投票中，此作名列單曲B面的第5位。而在2008年再度評選中，名列所有歌曲中第22位，因此被收錄到悼念專輯《ZARD Request Best 〜beautiful memory〜》中。
3. Just believe in love（Original Karaoke）
作詞：坂井泉水
作曲：春畑道哉
編曲：葉山武